# Sutherland Falls
Die Sutherland Falls auf der Südinsel von Neuseeland gehören zu den höchsten und beeindruckendsten  Wasserfällen des Landes.

## Geographie
Die Sutherland Falls befinden sich im Fiordland National Park, 21 km südwestlich des Milford Sound/Piopiotahi und 8 km östlich des Te Hāpua / Sutherland Sound, nördlich der Franklin Mountains. Gespeist werden die Wasserfälle von dem fast kreisrunden, gut 1000 m im Durchmesser großen Lake Quill, der sich direkt über den Wasserfällen befindet. Die Fallhöhe des Wasserfalls beträgt 580 m. Sutherland Falls sind im Hintergrund der Adler-Szene gegen Ende von Peter Jacksons Fantasyfilm „Der Hobbit“ zu sehen.

## Namensherkunft
Benannt wurde der Wasserfall nach Donald Sutherland, einem schottisch-gebürtigen Erforscher, der sich im Dezember 1877 an den Ufern des Milford Sound/Piopiotahi niedergelassen hatte und am 10. November 1880 die Wasserfälle bei seinen Erkundungen entdeckte.

## Streit um die höchsten Wasserfälle
Je nach Sichtweise werden die Sutherland Falls als die höchsten Wasserfälle von Neuseeland bezeichnet, da sie als ein zusammenhängender Wasserfall zu Tal fallen oder die Browne Falls, die im Gegensatz zu den Sutherland Falls mit 836 m wesentlich höher sind, aber in verschiedenen Abschnitten zu Tal rauschen.

## Beschreibung
Die Sutherland Falls liegen am Anfang des Valley of the Waterfalls, einem Wegabschnitt des Milford Tracks, der üblicherweise am zweiten und dritten Tag durchwandert wird. Der Zugang zum Milford Track ist auf 40 Personen pro Tag begrenzt und kann nur in Richtung des Milford Sound/Piopiotahi durchlaufen werden. Der Abzweig vom Milford Track zu den Wasserfällen nimmt ungefähr ein und eine halbe Stunde in Anspruch. Vor allem nach starken Regenfällen ist der Wasserfall eine Attraktion. Das Wasser stürzt über drei Sättel hinunter und landet in einer natürlichen Felswanne, die nur wenige Meter tief ist. Der dadurch entstehende Sprühnebel reicht am Boden fast 100 m weit. Es ist möglich, hinter den Wasserfall zu gehen. Von der letzten Stufe des Wasserfalls aus bietet sich der Ausblick auf das knapp 400 m tief fallende Wasser.